# Uddevalla (Gemeinde)
Koordinaten: 58° 21′ N, 11° 56′ O

Die Gemeinde Uddevalla liegt in der Provinz Bohuslän (Schweden)/Verwaltungsprovinz Västra Götalands län. Sie liegt etwa 80 km nördlich von Göteborg. Hauptort ist Uddevalla, weitere Orte sind Ammenäs, Fagerhult, Herrestad, Hogstorp, Ljungskile, Sunningen sowie weitere kleinere Dörfer.

## Geographie
Die Gemeinde Uddevalla erstreckt sich von der Nordseeküste ins Landesinnere und wird im Norden vom Gullmarsfjord und im Westen vom Havstensfjord begrenzt, der das Gemeindegebiet von der Nachbargemeinde und Insel Orust sowie von den vorgelagerten Schären trennt. Das Gemeindegebiet ist stark hügelig und teilweise schwer zugänglich.

## Wirtschaft
Nach den Stilllegungen von Industriebetrieben in den siebziger und achtziger Jahren hat sich der wirtschaftliche Schwerpunkt auf den Dienstleistungsbereich verschoben. Größere Industriebetriebe sind Uddevalla AB und Pininfarina Sverige AB (ehemals Volvo Cars AB), die größten Arbeitgeber aber sind die Gemeinde und das Provinzkrankenhaus. Auch der Fremdenverkehr ist von Bedeutung.

## Verkehr
Seit 2000 überspannt die Uddevallabrücke den Sunningesund rund vier Kilometer südwestlich des Zentrums, entlastet damit seither den Ort, durch den früher die Europastraße 6 führte und verkürzt die Strecke um 12,8 Kilometer.